# Станислав Яневски
Станислав Яневски е български актьор, известен най-вече с участието си като Виктор Крум във филма Хари Потър и Огненият бокал.

## Биография
Станислав Яневски е роден на 16 май 1985 година в София, България. Живее в Англия в продължение на 5 години, също така в Израел. Докато учи в Mill Hill school, няма актьорски амбиции.
Един ден е забелязан от Фиона Уейр, кастинг агент на Хари Потър (филмова поредица), която го убеждава да се яви на прослушване за ролята на българина Виктор Крум, най-добрият търсач в света, играч на куидич, художествен герой от книгата Хари Потър.
Избран от над 650 явили се професионални актьори, повечето явили се на кастинг в България, Станислав Яневски става част от актьорския състав, участвал в Хари Потър и Огненият бокал (филм).

## Игрални филми
| Година | Заглавие                      | Роля        | Режисьор      |
| ------ | ----------------------------- | ----------- | ------------- |
| 2005   | „Хари Потър и Огненият бокал“ | Виктор Крум | Майк Нюъл     |
| 2007   | „Хостел 2“                    | Мирослав    | Ели Рот       |
| 2011   | „Съпротива“                   | Бернарт     | Амит Гупта    |
| 2016   | „XIa“                         | Стефан      | Георги Костов |
| 2019   | „Опърничавите                 |             |               |

## Телевизионни
| Година     | Заглавие             | Роля                  | Бележки   |
| ---------- | -------------------- | --------------------- | --------- |
| 2011       | „Под прикритие“      | Ангел Якимов – Гелето | 9 епизода |
| 2013, 2015 | „Столичани в повече“ | пастир                | 3 епизода |

## Късометражни
| Година | Заглавие     | Роля             | Режисьор     |
| ------ | ------------ | ---------------- | ------------ |
| TBA    | The Cloaking | Boris the Hammer | Sam Bradford |